# Albivi
Albivi (Albiui), manje pleme ili banda američkih Indijanaca u dolini gornjeg  Mississippija poznato tek po izvorima od jednog autora iz 17. stoljeća. O Albivima se malo zna. Sumnja se da su pripadali konfederaciji Illinois, preko kojih bi se mogli klasificirati jezičnoj porodici Algonquian. 

## Vanjske poveznice
- Illinois Indian Tribes